# Heraklion
Heraklion ili Iraklion (grčki: Ηράκλειο, Irákleio, talijanski: Candia), je najveći grad na otoku Kreti, i sjedište grčke Periferije Kreta, i Prefekture Heraklion. To je četvrti grčki grad po veličini sa svojih 137 711 stanovnika.  Stoljećima je grad bio poznat pod venecijanskim imenom Candia (Kandija), imenom koje je mletačka inačica grčkog imena mjesta Χάνδαξ ili Χάνδακας, koje je pak došlo iz arapskog: rabḍ al-ḫandaq ( Dvor u rovu(opkopu)).  Za vrijeme Otomanskog carstva, naselje se i nadalje zvalo Kandija ( kao i cijeli otok). 
U lokalnom žargonu građani zovu svoj grad Κάστρο (Kástro: dvorac, utvrda), a sebe Καστρινοί (Kastrinoí: dvorjani).
Ostatci minojskog dvorca Knossos, koje je pronašao britanski arheolog Arthur Evans, nalaze se u neposrednoj blizini grada.

## Povijest
Heraklion se nalazi blizu arheološkog nalaza minojskog dvorca Knosos, koji je bio središte velike kulture brončanog doba u Egejskom moru. Gotovo je sigurno da je postojala i luka na mjestu današnjeg Herakliona u to doba ( 2000 pr. Kr., ali zasada nisu pronađeni nikakvi arheološki nalazi koji bi to sa sigurnošću potvrdili.

### Osnivanje grada
Današnji grad Heraklion osnovali su saracenski prognanici iz Andaluzije 824. n.e. pod vodsvom emira Al-Hakama I., koji su u potrazi za novom zemljom doplovili do Krete i zauzeli na prepad otok od Bizanta.
Oni su izgradili opkop oko zidina grada, i nazvali ga zbog toga ربض الخندق (arapski: rabḍ al-ḫandaq,  Dvor u rovu, opkopu). 
Saraceni su gradsku luku, koristili kao sigurno utočište za piratske brodove, koji su vršili prepade na bizantske brodove i naselja u tom dijelu Egejskog mora.

### Za vrijeme Bizanta
961. godine, bizantska vojska pod komandom Nikefora II. ( koji je kasnije postao car), napala je grad i poslije duge opsade zauzela, nakon toga svi stanovnici su pobijeni,  a grad je do temelja uništen i zapaljen. Grad je obnovljen pod imenom Kandaks, ostao je pod bizantskom vlašću sljedećih 243 godine.

### Za mletačke vlasti
1204., grad je kupila Mletačka Republika kao dio jednog složenog političkog manevra, za vrijeme četvrtog križarskog rata, kada su križari uz mletačku pomoć vratili na bizantski carski tron Izaka II. Angela. 
Mlečani su grad još bolje utvrdili, izgradivši gigantski zid ( na pojedinim mjestima 40 metara debeljine) oko grada sa 7 bastiona i utvrdom u luci. Grad je prezvan u Candia, i postao je sjedište otočnog kneza. Kreta je za mlečana bila poznata kao  Regno di Candia (Kraljevstvo Kandija) i bila je upravno središte brojnih egejskih otoka, kojima su upravljali mlečani. 
Zbog učvršćivanja svoje vlasti na otoku, Mlečani su od 1212. godine stali naseljavati venecijanske obitelji na otok. Ovaj ljudski inženjering doveo je do interesantne interakcije dviju kultura, do razdoblja poznatog kao Kretska renesansa, koji se naračito ogledao u književnosti i umjetnosti.

### Za vrijeme osmanske vlasti
Nakon Venecije, Heraklionom je, kao i cijelim otokom Kretom, ovladalo Osmansko Carstvo. To se dogodilo za vrijeme Kandijskog rata (1645.–1669.), i osmanske opsade grada koja je trajala punih 22 godine (od 1648. do 1669., i bila najdulja opsada u povijesti). U završnoj fazi opsade, koja je trajala punih 22 mjeseca 70 000 Turaka, 38 000 kretskih kmetova, kao i 29 088 kršćanskih branitelja grada stradali su kao žrtve te dugotrajne opsade.
Za turske vlasti grad se službeno zvao  Kandija (kao i cijeli otok Kreta), neslužbeno su ga njegovi grčki stanovnici zvali  Megalo Kastro (Veliki Dvor). Za vrijeme osmanske uprave podignula se razina mulja u luci, tako da je luka postala neupotrebljiva za veće brodove, pa je postupno luka Kania sjevernije od Herakliona postala važnija, i veće naselje .

### Heraklion u novije doba
1898. godine osnovana je Autonomna država Kreta pod formalnim suverenitetom sultana, i nominalnim vodstvom grčkog kneza Đorđa, a zapravo pod međunarodnim starateljstvom velikih sila. Velike sile su i direktno preuzele upravu nad otokom između
(1898. – 1908.), a Kandija je bila dio Britanske zone. U to vrijeme grad je preimenovan u današnje ime Heraklion, po rimskoj luci Heracleum (nazvanoj tako po grčkom junaku "Heraklu), za koju se i dan danas ne zna gdje je točno na Kreti bila.
Heraklion je zajedno s cijelim otokom Kretom, pripojen Kraljevini Grčkoj 1913. godine.

## Prijevoz

### Luka
Heraklion je važna morska luka za trajektni prijevoz za obližnje otoke; Santorini, Hios, Paros, Mikonos, Rod i luku Pirej.

### Zračna luka
Međunarodna zračna luka Heraklion - Airport Nikos Kazantzakis( grčki pisac i filozof), nalazi se na 5 km istočno od središta grada. 
Zračna luka Heraklion povezana s važnijim grčkim gradovima na kopnu, kao i brojnim manjim odredištima na otocima po Egejskom moru, kao i brojnim europskim zračnim lukama.

### Cestovni promet
Heraklion je prometno čvorište otočkih cesta, iz njega vode putevi za važnija otočka središta; Agios Nikolaos, Kania i Retimno.

### Kultura i gradske znamenitosti
Najveći gradski monument je mletačka srednjovjekovna utvrda u luci  Rocca al Mare (zvana i Koules, turski: toranj).
Gradski muzeji:
- Arheološki Muzej
- Povijesni muzej Krete

### Obrazovne institucije
- Sveučilište Kreta
- Tehnološki edukacijski institut - Kreta

### Šport
Grad Heraklion sjedište je čak tri nogometna kluba:
- OFI Kreta koji igra u gčkoj prvoj ligi (Alpha Ethniki).
- Ergotelis FC isto tako člana grčke prve lige (Alpha Ethniki).
- Atsalenios, člana grčke treće lige.

Oba dva prvvoligaška kluba OFI i Ergotelis FC, služe se stadionom Pankritiko, koji je izgrađen za potrebe ljetnih olimpijskih igara Atena 2004.

### Poznati stanovnici
- Vitsentzos Kornaros (1553-1613) grčki pisac
- Nikos Kazantzakis (1883-1957) grčki pisac
- Odiseas Elitis (1911-1996) grčki pjesnik dobitnik Nobelove nagrade za književnost 1979.
- Pietro Filagro (oko 133-1410) (znan i kao Pietro Di Candia, kasnije je postao papa Aleksandar V.)
- Francesco Barozzi (1537-1604) matematičar i astronom
- Teofan Kretski (oko 1500-1559) slikar ikona
- El Greco (1541-1614) maniristički slikar, kipar i arhitekt
- Nikos Machlas (1973) nogometaš
- Georgios Samaras (1985) nogometaš

## Gradovi prijatelji
- Constanţa, Rumunjska

## Vanjske poveznice
- Službene stranice grada Herakliona  Arhivirana inačica izvorne stranice od 14. listopada 2012. (Wayback Machine)
- Heraklion, grad kroz stoljeća
- Informacije o gradu sa stranica TEI(Tehnološki edukacijski Institut - Kreta)